# Katedralen i Split
Katedralen i Split, officiellt Sankt Domnius katedral (kroatiska: Katedrala svetog Duje), är en romersk-katolsk katedral i Split i Kroatien. Den är tillägnad stadens skyddshelgon Sankt Domnius och är domkyrka i Split-Makarskas ärkestift. Den ligger vid Peristylen i Diocletianus palats och består av ett byggnadskomplex som utgörs av vad som ursprungligen var den romerske kejsaren Diocletianus mausoleum och en senare tillkommen kampanil.  
Diocletianus mausoleum uppfördes år 305 och transformerades på 600-talet till en kristen helgedom. Det ursprungliga mausoleet har inte förändrats nämnvärt sedan tillkomsten och katedralen är därmed en av de äldsta i Europa som fortfarande är i bruk och som kontinuerligt har tjänat som domkyrka i sin ursprungliga struktur.
Sankt Domnius katedral är en av Splits främsta landmärken och turistattraktioner och dess klocktorn finns avbildat i Splits stadsvapen. I dess sakristia finns Split-katedralens skattkammare.    

## Diocletianus mausoleum, katedralens exteriör och interiör
Vad som sedan 600-talet utgör Sankt Domnius-katedralens centrala del var ursprungligen den romerske kejsaren Diocletianus mausoleum. Det forna mausoleets ursprungliga oktagonala form är i det närmaste oförändrad sedan tillkomsten. Byggnaden är omgiven av tjugofyra kolonner vars ursprungliga syfte var att ge stöd åt taket.
Interiören är rund med två rader av kolonner och en fris. Kolonnraden består av åtta korintiska monumentala kolonner som löper längs med väggarna. Ovanför dessa ytterligare en rad med mindre kolonner. En kupol som tidigare var täckt med mosaik utgör byggnadens tak. Den monumentala portalen i trä och predikstolen i sten från 1200-talet representererar de äldsta minnesmärkena i katedralen. Koret från 1700-talet är möblerat med sittplatser från 1200-talet i romansk stil. Sittplatserna är dekorerade med en målning som representerar Guds moder med helgon och donatorer.